# Устав САП Косова
Устав Социјалистичке Аутономне Покрајине Косово (алб. Kushtetuta e Krahinës Socialiste Autonome të Kosovës) је био устав (највиши правни акт) САП Косова, који је усвојен 27. фебруара 1974. године, на заседању Скупштине САП Косова у Приштини. Његовим усвајањем престао је да важи дотадашњи Уставни закон САП Косова из 1969. године. Амандмански је мењан 1981. и 1984. године. Остао је на снази до 28. септембра 1990. године, када је усвојен нови Устав Републике Србије, којим су као највиши правни акти аутономних покрајина били прописани статути.

## Историја
Усвајањем новог Устава СФРЈ који је проглашен 21. фебруара 1974. године, аутономне покрајине у саставу СР Србије добиле су право на сопствене уставе, уместо дотадашњих уставних закона као највиших правних аката. Потом је 25. фебруара усвојен и нови Устав СР Србије који је додатно разрадио право аутономних покрајина на уставну аутономију унутар СР Србије. На основу тих одлука, у Приштини је 27. фебруара усвојен Устав САП Косова, чиме је та аутономна покрајина афирмисала своју пуну уставну и законодавну аутономију, у оквирима СР Србије и СФРЈ. Тиме је била створена комплексна уставно-правна структура, која је у пракси довела до јачања политичког положаја САП Косова у односу на СР Србију, што је погодовало даљем развоју сепаратистичких тенденција у односу на Србију и Југославију.
Такве тенденције су заустављене усвајањем Амандмана на Устав СР Србије (1989), чиме је оснажено јединство СР Србије, уз извесно сужавање права аутономних покрајина. Крајем 1989. и почетком 1990. године дошло је до продубљивања политичких и етничких подела на подручју САП Косова, што је средином 1990. године довело до кризе у функционисању покрајинских органа. Део сепаратистички настројених делегата у Скупштини САП Косова одржао је 2. јула скуп у Приштини, на коме је усвојена "Уставна декларација" о проглашењу "Републике Косово" као посебне федералне јединице у саставу СФРЈ, изван састава СР Србије. То је било у супротности са самим Уставом САП Косова, а уједно и са уставним поретком СР Србије и СФРЈ, што је изазвало реакцију надлежних државних органа. Скупштина СР Србије је 5. јула 1990. године усвојила "Закон о престанку рада Скупштине Социјалистичке Аутономне Покрајине Косово и Извршног већа Скупштине Социјалистичке Аутономне Покрајине Косово".
Упркос томе, део сепаратистички оријентисаних делегата из распуштеног сазива Скупштине САП Косова састао се 7. септембра 1990. године на скупу у Качанику, где је извршено проглашење "Устава Републике Косово", који је по месту проглашења постао познат као Качанички устав. Усвајањем тог квази-устава, албански спаратистички покрет је извршио нови насртај на још увек важећи Устав САП Косова и уставни поредак СР Србије и СФРЈ.
Поменутим противуставним актима албанског сепаратистичког покрета од 2. јула и 7. септембра (1990), извршено је дезавуисање тадашњег Устава САП Косова, а недуго потом Скупштина СР Србије је 28. септембра 1990. године усвојила нови Устав Републике Србије, којим је САП Косову враћен претходни назив: Аутономна Покрајина Косово и Метохија, са покрајинским статутом као највишим правним актом уместо дотадашњег устава, који је престао да важи.